# Brock Faber
Pour les articles homonymes, voir Faber.
Brock Faber (né le 22 août 2002 à Maple Grove, État du Minnesota) est un joueur professionnel américain de hockey sur glace. Il évolue au poste de défenseur.

## Biographie

### Carrière en club
Faber commence sa carrière junior avec le USNTDP dans l'USHL en 2018-2019. Il est choisi au 2e tour, en 45e position par les Kings de Los Angeles lors du repêchage d'entrée dans la LNH 2020. De 2020 à 2023, il poursuit un cursus universitaire à l'Université du Minnesota. Il évolue trois saisons avec les Golden Gophers du Minnesota dans le championnat NCAA. Le 29 juin 2022, il est échangé au Wild du Minnesota avec une choix de premier tour au repêchage 2022 en retour de Kevin Fiala. Le 10 avril 2023, il joue son premier match dans la Ligue nationale de hockey avec le Wild du Minnesota face aux Blackhawks de Chicago. Le 12 octobre 2023, il marque son premier but face aux Panthers de la Floride.

### Carrière internationale
Il représente les États-Unis au niveau international. Il prend part aux sélections jeunes.

## Trophées et honneurs personnels

### B1G
- 2020-2021 : nommé dans l'équipe des recrues.
- 2021-2022 : nommé meilleur joueur défensif.
- 2021-2022 : nommé dans la première équipe des étoiles.
- 2022-2023 : nommé meilleur joueur défensif.
- 2022-2023 : nommé dans la première équipe des étoiles.

### LNH
- 2023-2024 : sélectionné dans l'équipe d'étoiles des recrues

## Statistiques

### En club
| Saison     | Équipe                      | Ligue      |    | Saison régulière | Saison régulière | Saison régulière | Saison régulière | Saison régulière |   | Séries éliminatoires | Séries éliminatoires | Séries éliminatoires | Séries éliminatoires | Séries éliminatoires |
| Saison     | Équipe                      | Ligue      | PJ | B                | A                | Pts              | Pun              | PJ               | B | A                    | Pts                  | Pun                  |                      |                      |
| 2018-2019  | USNTDP                      | USHL       | 35 | 3                | 7                | 10               | 8                | 2                | 0 | 0                    | 0                    | 0                    |                      |                      |
| 2019-2020  | USNTDP                      | USHL       | 19 | 1                | 8                | 9                | 8                | -                | - | -                    | -                    | -                    |                      |                      |
| 2020-2021  | Golden Gophers du Minnesota | B1G        | 27 | 1                | 11               | 12               | 14               | -                | - | -                    | -                    | -                    |                      |                      |
| 2021-2022  | Golden Gophers du Minnesota | B1G        | 32 | 2                | 12               | 14               | 12               | -                | - | -                    | -                    | -                    |                      |                      |
| 2022-2023  | Golden Gophers du Minnesota | B1G        | 38 | 4                | 23               | 27               | 12               | -                | - | -                    | -                    | -                    |                      |                      |
| 2022-2023  | Wild du Minnesota           | LNH        | 2  | 0                | 0                | 0                | 0                | 6                | 0 | 0                    | 0                    | 0                    |                      |                      |
| 2023-2024  | Wild du Minnesota           | LNH        | 82 | 8                | 39               | 47               | 26               | -                | - | -                    | -                    | -                    |                      |                      |
| Totaux LNH | Totaux LNH                  | Totaux LNH | 84 | 8                | 39               | 47               | 26               | 6                | 0 | 0                    | 0                    | 0                    |                      |                      |

### En équipe nationale
| Année | Équipe            | Compétition                 |   | PJ | B | A | Pts | Pun | +/-           |  | Résultat |
| 2021  | États-Unis junior | Championnat du monde junior | 7 | 0  | 5 | 5 | 0   | +8  | Médaille d'or |  |          |
| 2022  | États-Unis        | Jeux olympiques             | 4 | 0  | 1 | 1 | 2   | +2  | 5e place      |  |          |
| 2022  | États-Unis junior | Championnat du monde junior | 5 | 1  | 1 | 2 | 0   | +10 | 5e place      |  |          |
| 2025  | États-Unis        | Confrontation des 4 nations | 4 | 0  | 2 | 2 | 0   | +3  | Finalistes    |  |          |